# Kotaro Fujikawa
Kotaro Fujikawa (藤川 虎太朗 Fujikawa Kotarō?, Fukuoka, 24 de junio de 1998) es un futbolista japonés que juega como centrocampista en el A. C. Nagano Parceiro.

## Trayectoria
En 2017 se unió al Júbilo Iwata de la J1 League.

## Clubes
| Club                         | País  | Año       |
| ---------------------------- | ----- | --------- |
| Júbilo Iwata                 | Japón | 2017-2024 |
| Roasso Kumamoto (cedido)     | Japón | 2021      |
| Giravanz Kitakyushu (cedido) | Japón | 2022      |
| A. C. Nagano Parceiro        | Japón | 2025-     |